# Red Bull Air Race 2005
Die Red Bull Air Race 2005 Weltmeisterschaft war die 3. Saison einer von der Red Bull Air Race GmbH organisierten Serie von Luftrennen. Es standen sieben Rennen auf dem Plan: Abu Dhabi (UAE), Rotterdam (NL), Zeltweg (AUT), Rock of Cashel (IRE), Longleat (UK), Budapest (HUN) und San Francisco (USA).
Gewinner der Red Bull Air Race World Series 2005:
1. Mike Mangold ( Vereinigte Staaten) 36 Punkte
2. Péter Besenyei ( Ungarn) 32 Punkte
3. Kirby Chambliss ( Vereinigte Staaten) 21 Punkte

Rennen
| Nr. | Datum      | Rennen         | Sieger         | Zweiter         | Dritter        | Gesamtführender    |
| --- | ---------- | -------------- | -------------- | --------------- | -------------- | ------------------ |
| 01  | 8. April   | Abu Dhabi      | Péter Besenyei | Steve Jones     | Mike Mangold   | Péter Besenyei     |
| 02  | 12. Juni   | Rotterdam      | Mike Mangold   | Klaus Schrodt   | Péter Besenyei | Besenyei & Mangold |
| 03  | 25. Juni   | Zeltweg        | Mike Mangold   | Péter Besenyei  | Paul Bonhomme  | Mike Mangold       |
| 04  | 24. Juli   | Rock of Cashel | Péter Besenyei | Nicolas Ivanoff | Paul Bonhomme  | Péter Besenyei     |
| 05  | 7. August  | Longleat       | Mike Mangold   | Kirby Chambliss | Péter Besenyei | Péter Besenyei     |
| 06  | 20. August | Budapest       | Mike Mangold   | Kirby Chambliss | Paul Bonhomme  | Mike Mangold       |
| 07  | 8. Oktober | San Francisco  | Mike Mangold   | Kirby Chambliss | Péter Besenyei | Mike Mangold       |